# جيم واتسون (سياسي أمريكي)
جيم واتسون (بالإنجليزية: Jim Watson)‏ هو سياسي أمريكي، ولد في 30 يوليو 1965 في جيرسيفيل في الولايات المتحدة. حزبياً، نشط في الحزب الجمهوري. وقد انتخب عضو مجلس نواب إلينوي.